# Lathrotriccus euleri
Lathrotriccus euleri е вид птица от семейство Tyrannidae.

## Разпространение
Видът е разпространен в Антигуа и Барбуда, Аржентина, Барбадос, Боливия, Бразилия, Венецуела, Гваделупа, Доминика, Еквадор, Колумбия, Мартиника, Монсерат, Парагвай, Перу, Сейнт Китс и Невис, Сейнт Лусия, Сейнт Винсент и Гренадини, Суринам, Тринидад и Тобаго, Уругвай и Френска Гвиана.